# Последняя любовь на Земле
«Последняя любовь на Земле» (англ. Perfect Sense — «Идеальное чувство») — фантастическая мелодрама 2011 года, британского режиссёра Дэвида Маккензи. 
Главные роли в фильме исполнили Юэн Макгрегор и Ева Грин. Съёмки проходили в Глазго.
Мировая премьера фильма состоялась 24 января 2011 года в рамках кинофестиваля Сандэнс. В России картина была впервые показана 5 ноября 2011 года на фестивале «Новое британское кино», а затем вышла в ограниченный прокат.
Англоязычная критика отнеслась к ленте Маккензи сдержанно, в британском прокате фильм провалился.

## Сюжет
Действие картины протекает в Глазго. Случайная встреча шеф-повара Майкла и эпидемиолога Сьюзен переходит в страстный роман. Любовники не могут насытиться друг другом. События развиваются на фоне загадочной эпидемии, охватившей население Земли. На протяжении месяцев человечество теряет одно чувство за другим. Сначала зарегистрированы случаи потери обоняния, затем — вкуса. При этом перед этим люди испытывают чрезвычайное его обострение и сильнейший эмоциональный подъём, а утрата чувства сопровождается депрессией.
Люди как могут выживают в новых условиях. Сьюзен пытается разобраться с природой данного явления, выяснить, какими путями происходит передача носителей заболевания под условным наименованием S.O.S. (Severe Olfactory Syndrome — тяжёлый обонятельный синдром). Майкл на своей работе старается компенсировать клиентам невозможность получать удовольствие от еды. Эти начинания успешны лишь отчасти, и люди ищут всё меньше удовольствий в предметах роскоши. Утрата же слуха становится для Земли уже глобальной катастрофой. Ей предшествует вспышка гнева и насилия.
Сьюзен разрывает отношения с Майклом. Через некоторое время всех жителей Земли охватывают эйфория и блаженство, все ощущают взаимную теплоту и любовь. Разлучившиеся Майкл и Сьюзен снова находят друг друга. Последняя вспышка чувств предшествует всеобщей потере зрения.

## В ролях
| Актёр            | Роль                                |
| ---------------- | ----------------------------------- |
| Юэн Макгрегор    | Майкл                               |
| Ева Грин         | Сьюзан                              |
| Конни Нильсен    | Дженни, сестра Сьюзан               |
| Стивен Диллэйн   | Стивен Монтгомери, начальник Сьюзан |
| Юэн Бремнер      | Джеймс, напарник Майкла             |
| Дэнис Лоусон     | начальник Майкла                    |
| Аластер Маккензи | коллега Сьюзан                      |

## Отзывы и оценки
Фильм получил неоднозначные, средние отзывы в прессе. По данным агрегатора Rotten Tomatoes, 57% из учтённых 65 обзоров на него были положительными, со средней оценкой 5,8 из 10, по данным Metacritic, средняя оценка составила 5,5 из 10 (на основе 18 учтённых обзоров). RT так обобщает мнения авторов: «В „Последней любви на Земле“ есть интересные идеи и харизматичные звёзды, но впечатления от просмотра в целом разочаровывают, оказываясь чем-то меньшим, чем сумма его интригующих частей».
Многие обозреватели сравнивали картину с вышедшим в том же году «Заражением» Содерберга , а также с сюжетно схожей «Слепотой» Мейреллиша. Работа Дэвида Маккензи в значительно меньшей степени связана с социальной и научной стороной загадочной эпидемии — картина посвящена чувственной и метафизической стороне апокалиптического события, нашедшего отражение на экране в традициях артхауса.
По мнению Джеймса Берардинелли, создатели картины так и не смогли как следует распорядиться потенциально интересным материалом, попавшим в их руки. Это и не любовная история, и не фильм-исследование «что-если». Критик Daily Telegraph назвал пафос картины ложным, а старания разбудить сочувствие зрителей документальными вставками — неубедительными. Variety заметил, что основная проблема картины — неудачный сценарий, с попыткой связать воедино несовместимые элементы любовной истории и апокалиптики. Вдохнуть жизнь в персонажей по сценарию также не удалось.
Значительную часть картины составляют сцены близости главных героев, которые сняты достаточно откровенно. 
Юэн Макгрегор и Эва Грин имеют богатый опыт в области кинематографического интима. Эта часть картины была принята критиками благосклонно. Обозреватели New York Times и Entertainment Weekly положительно отозвались о чувственной стороне и отметили Макгрегора и Грин, составивших пару, которая хорошо смотрится на экране

## Награды и номинации

### Награды
- 2011 — «Международный кинофестиваль в Братиславе» — Приз зрительских симпатий (Дэвид Маккензи)
- 2011 — премия Лучший новый британский полнометражный фильм Эдинбургского международного кинофестиваля за лучший фильм (Дэвид Маккензи, Джиллиан Берри)
- 2011 — премия Приз зрительских симпатий (Поощрительная премия) Филадельфийского кинофестиваля (Дэвид Маккензи)

### Номинации
- 2011 — номинация на премию «BAFTA Scotland» — Любимый шотландский фильм
- 2011 — номинация на премию «BAFTA Scotland» — Лучший режиссёр (Дэвид Маккензи)
- 2011 — номинация на премию «BAFTA Scotland» — Лучший художественный фильм (Джиллиан Берри)